# Суддя всесоюзної категорії
Суддя всесоюзної категорії (СВК) - почесне звання, яке видавалось пожиттєво Держкомспортом СРСР з 14 березня 1934 року для суддів зі спорту найвищої кваліфікації, які мали досвід бездоганного суддівства низки чемпіонатів і першостей СРСР, міжнародних змагань, на посадах не нижче головного судді (заступника) та головного секретаря.
Спортивним суддям, яким присвоювалась кваліфікація судді всесоюзної категорії, видавались посвідчення встановленого зразка, та відповідний номерний значок. Номер посвідчення мав відповідати номеру значка.
Після розпаду СРСР, більшість національних спортивних організацій прирівняли звання «Суддя всесоюзної категорії» до звання «Суддя міжнародної категорії», або «Суддя національної категорії».
Всього звання було присуджене 182 суддям.